# Per sempre (film 1987)
Per Sempre (conosciuto anche come Fino alla morte) è un film per la televisione andato in onda nel 1989 e diretto da Lamberto Bava. Fa parte di una serie antologica commissionata da Reteitalia, Brivido giallo, composta anche da Una notte al cimitero, La casa dell'orco e A cena col vampiro.
Da alcuni è ritenuto un rifacimento de Il postino suona sempre due volte in chiave fantastico-thriller.

## Trama
Linda, una donna incinta, con l'aiuto dell'amante Carlo, si sbarazza del marito Luca e seppellisce il suo corpo in un campo. Otto anni dopo la donna gestisce la locanda del defunto marito, in compagnia di Carlo e di Alex, suo figlio. Ma in una notte tempestosa, un misterioso viaggiatore si presenta alla sua porta, chiedendo un riparo. Non avendo i soldi per pagare, lo sconosciuto si offre allora di lavorare nella locanda. Il suo atteggiamento si rivela però piuttosto ambiguo, ricorda molto quello del marito ucciso, tanto che Carlo sospetta che sia un infiltrato della polizia.

## Distribuzione
In alcuni mercati è stato distribuito con il nome The Changeling 2 e presentato come sequel non ufficiale del film Changeling di Peter Medak.